# Cuthred van Kent
Cuthred  was van 798 tot 807 koning van Kent, hij was de broer van Coenwulf van Mercia.

## Context
Na de dood van koning Offa van Mercia in 796 ontstond er een troonstrijd. Eadberht Præn maakte van de situatie gebruik om het Koninkrijk Kent terug af te scheuren. In 797 slaagde Coenwulf van Mercia de troon te veroveren en viel het jaar erop Kent binnen. Coenwulf versloeg Eadberht, maakte hem blind en hakte zijn handen af, daarna plaatste hij zijn broer Cuthred op de troon.
Tijdens de Synode van Clovesho in 803 werd het aartsbisdom Lichfield weer afgeschaft en werd de aartsbisschop van Canterbury Æthelhard in ere hersteld. Tijdens zijn regering werd Kent geconfronteerd met de eerste invasies van de Vikingen.
Na zijn dood werd het koninkrijk Kent ingelijfd bij het koninkrijk Mercia.